# Hydrovatus asymmetricus
Hydrovatus asymmetricus là một loài bọ cánh cứng trong họ Bọ nước. Loài này được Biström & Wewalka miêu tả khoa học năm 1994.